# Bilka (Beresiwka)

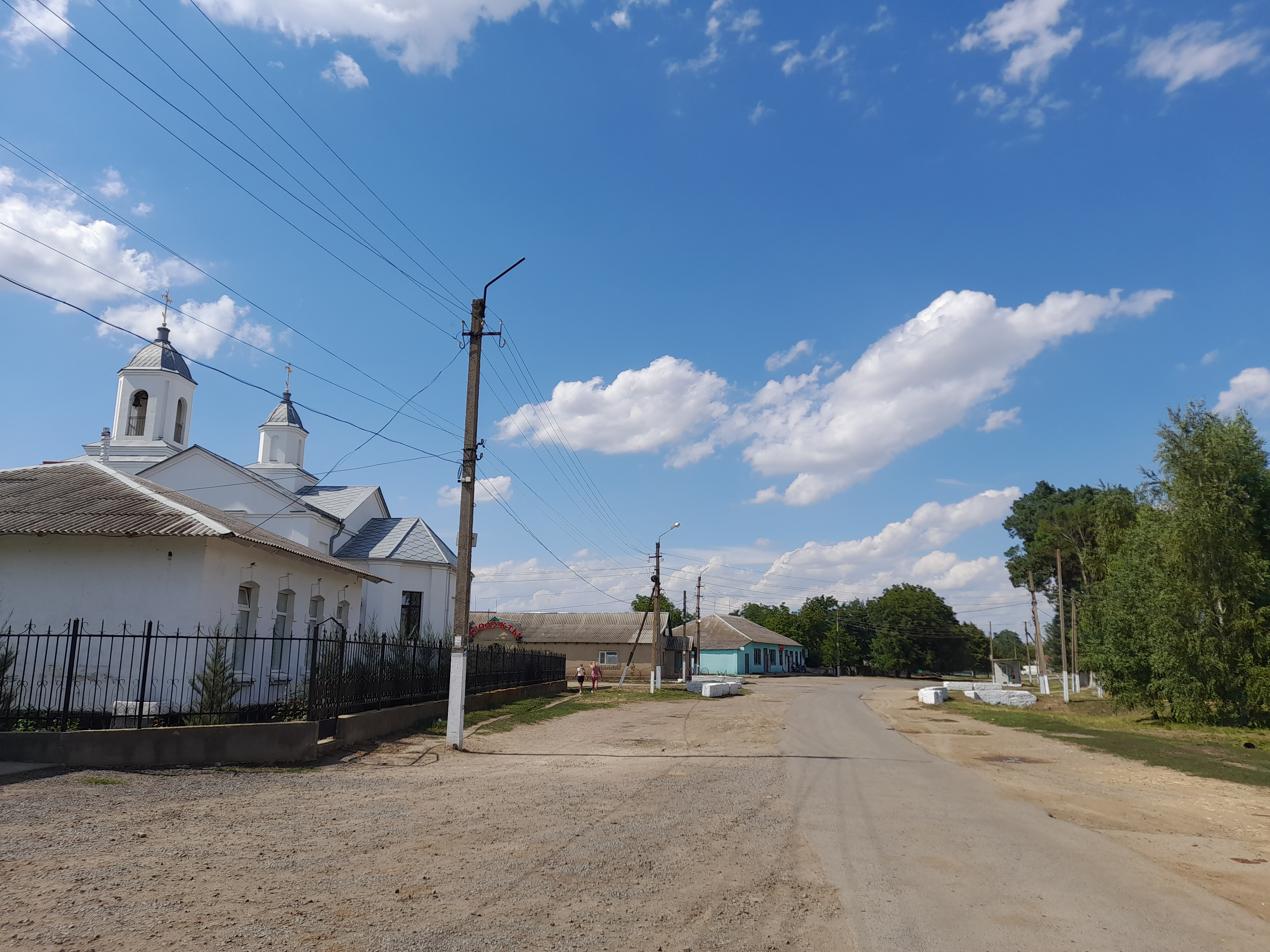
Bilka (2022)

Bilka (ukrainisch Білка; russisch Белка Belka) ist ein Dorf in der ukrainischen Oblast Odessa mit etwa 900 Einwohnern (2001).
Das im frühen 19. Jahrhundert gegründete Dorf liegt am Ufer des 89 km langen Malyj Kujalnyk (Малий Куяльник), kurz vor dessen Mündung in den Chadschybejskyj-Liman, 14 km südwestlich vom ehemaligen Rajonzentrum Iwaniwka und 60 km nördlich vom Oblastzentrum Odessa.
Am 11. Oktober 2019 wurde das Dorf ein Teil der Siedlungsgemeinde Iwaniwka, bis dahin bildete es zusammen mit den Dörfern Blonske (Блонське), Schowte (Жовте), Maslowe (Маслове), Tschernjachiwske (Черняхівське) und Schemetowe (Шеметове) die Landratsgemeinde Bilka (Білчанська сільська рада/Biltschanska silska rada) im Südwesten des Rajons Iwaniwka.
Am 17. Juli 2020 wurde der Ort Teil des Rajons Beresiwka.

## Söhne und Töchter der Ortschaft
- Dmytro Buchanenko (Дмитро Панасович Буханенко; * 1. Januar 1939), Schriftsteller